# Ze houdt gewoon van mij
Ze houdt gewoon van mij is een single van de Nederlandse band Guus Meeuwis & Vagant uit 1999. Het stond in 2001 als vijfde track op het album 1 voor allen, waar het de eerste single van was.

## Achtergrond
Ze houdt gewoon van mij is geschreven door Guus Meeuwis, Jan Willem Rozenboom en Ad Kraamer en geproduceerd door Ad Kraamer. Het is een nederpop-lied waarin de zanger allemaal negatieve dingen van zichzelf toelicht, om vervolgens te vermelden dat zijn partner toch van hem houdt, ondanks al het negatieve. 

## Hitnoteringen
Het lied behaalde enkel in Nederland successen. Het stond negen weken in de Mega Top 100 en piekte op de vijftigste plek. De Top 40 werd niet behaald, het bleef steken in de Tipparade, waarin het kwam tot de derde positie. 